# مورچه‌مرغ آهنی‌رنگ
مورچه‌مرغ آهنی‌رنگ (نام علمی: Drymophila ferruginea) نام یک گونه از سرده درختچه‌دوست‌ها است.